# Top R&B/Hip-Hop Albums
De Top R&B/Hip-Hop Albums (voorheen: Top R&B/Black Albums en Hot R&B LPs) is een hitlijst die gepubliceerd wordt door Billboard. De lijst omvat statistieken van r&b- en hiphopalbums die populair zijn in de Verenigde Staten. De gegevens zijn gebaseerd op verkoopcijfers, die samengesteld zijn door Nielsen SoundScan. In 1999 werd de naam van de hitlijst, die vanaf zijn debuut in 1965 al enkele malen is hernoemd, veranderd naar de huidige vorm.